# Rio Acauã
O rio Acauã é um curso d'água intermitente pertencente à bacia do Piranhas-Açu. Recebe a denominação "Acauã" a partir do açude Gargalheiras, na cidade de Acari, e é o maior afluente do rio Seridó. O Acauã é fruto da junção dos rios Picuí e Currais Novos, os quais, ao se juntar, formam o referido açude.

## Características
Sua nascente está localizada em uma região de rochas nuas e de colinas rochosas escarpadas, o que torna sua descarga muito rápida perdendo seu potencial hídrico pela falta de infiltração no solo e grande evaporação. No entanto, por se tratar de um rio de grande velocidade, suas cheias trazem sedimentos que depositadas em suas vazantes propiciam grande fertilidade às suas terras.
Sua bacia ocupa uma área de 384,5 km², sendo a extensão de seu curso principal de 121 km. Sua precipitação anual média é de 503 mm. Devido ao clima semiárido é comum em sua bacia realizar a prática da açudagem, onde o mesmo conta com 94 açudes, desses 13 públicos e 81 de domínio privado. 